# Rick Rossovich
Frederic Enrico 'Rick' Rossovich (Palo Alto (Californië), 28 augustus 1957) is een Amerikaans acteur.

## Biografie
Rossovich werd geboren in Palo Alto (Californië) in een gezin van twee kinderen. hij heeft gestudeerd aan de California State University in Sacramento (Californië). 
Rossovich is vanaf 1985 getrouwd en heeft hieruit twee kinderen. 

## Filmografie

### Films
Uitgezonderd korte films.
- 2012 Sandbar – als Ronnie McCubbing
- 2003 Artworks – als Bret Rogers
- 2000 Miracle in Lane 2 – als Myron Yoder
- 1999 Killer Deal – als sergeant James Quinn
- 1998 Telling You – als McQueeney
- 1997 Legend of the Lost Tomb – als dr. Eric Leonhardt
- 1997 Black Scorpion II: Aftershock – als uitvoerder
- 1997 Truth of Consequences, N.M. – als Robert Boylan
- 1995 Cover Me – als sergeant Bobby Colter
- 1995 Black Scorpion – als Stan Walker
- 1994 New Crime City – als Anthony Ricks
- 1994 Future Shock – als student
- 1993 Tropical Heat – als Gravis
- 1993 The Evil Inside Me – als Daniel
- 1991 The Gambler Returns: The Luck of the Draw – als Ethan Cassidy
- 1990 Navy Seals – als Leary
- 1990 Paint It Black – als Jonathan Dunbar
- 1988 Spellbinder – als Derek Clayton
- 1988 Tajna manastirske rakije – als Bogoljub / Prior Nikamia
- 1988 14 Going on 30 – als Roy Kelton
- 1987 Roxanne – als Chris
- 1986 The Morning After – als rechercheur
- 1986 Let's Get Harry – als Kurt Klein
- 1986 Top Gun – als Slider
- 1985 Warning Sign – als Bob
- 1984 The Terminator – als Matt Buchanan
- 1984 Single Bars, Single Women – als Dolph
- 1984 Streets of Fire – als agent Cooley
- 1983 Losin' It – als Marinier
- 1983 Deadly Lessons – als Craig
- 1983 The Lords of Discipline – als Dante Pignetti

### Televisieseries
Uitgezonderd eenmalige gastrollen.
- 1996-1998 Pacific Blue – als Anthony Palermo – 57 afl.
- 1994-1995 ER – als dr. John Taglieri – 11 afl.
- 1991 Sons and Daughters – als Spud Lincoln – 7 afl.

- Bibliothèque nationale de France: cb14039139t (data)
- International Standard Name Identifier: 0000 0001 1489 8550
- Library of Congress Control Number: no2003037588
- Virtual International Authority File: 34143125
- WorldCat: E39PBJt8dqqwD8HbYPpJC7Xrv3